# Єгипетський султанат
Єгипетський султанат (араб. السلطنة المصرية, трансліт. Salṭanat al-Miṣrīyya) — держава, що існувала під протекторатом Великої Британії з 1914 до 1922 року.

## Передісторія
Єгипетський хедиват де-юре перебував під суверенітетом Османської імперії, однак після Наполеонівських війн він став значною мірою номінальним. Будівництво Суецького каналу (1859—1869) здійснювалося капіталом європейських, переважно французьких, підприємців. Утім, 1875 року значну частину акцій товариства Суецького каналу зосередила Велика Британія. Зокрема, британці скористалися фінансовими труднощами Єгипетського хедивату й викупили його частку за 4 млн. фунтів стерлінгів. Над каналом було встановлено англо-французький протекторат. 1879 року Англія та Франція усунули Ісмаїла-пашу та привели до влади його сина, Тауфіка. Однак, Єгипет відчував фінансові труднощі й надалі, зокрема 1881 року це призвело до збройних протистоянь у країні, що дозволяло Британії (за наявності в Єгипті її збройних сил та флоту) поступово збільшувати свій вплив.

## Історія
У грудні 1914 року, після початку Першої світової війни, міністерство закордонних справ Великої Британії оголосило про те, що Єгипет переходить під англійський протекторат. 19 грудня англійці усунули від влади хедива Аббаса II, який у той час перебував у Стамбулі. Влада перейшла до його дядька Хусейна Каміля, який узяв титул султана. Після смерті Хусейна 1917 року влада перейшла до його молодшого брата Ахмеда Фуада I. Ставши султаном, Фуад швидко отримав підтримку серед єгипетських націоналістів, які створили у країні потужний рух за створення незалежної єгипетської держави. Повстання, що спалахнуло в 1919, було жорстоко придушено, але визвольна боротьба не завершилась.
Наприкінці 1921 країну охопило нове повстання, що змусило уряд Великої Британії визнати незалежність Єгипту. Утворено Єгипетське королівство.